# Paddy Glackin

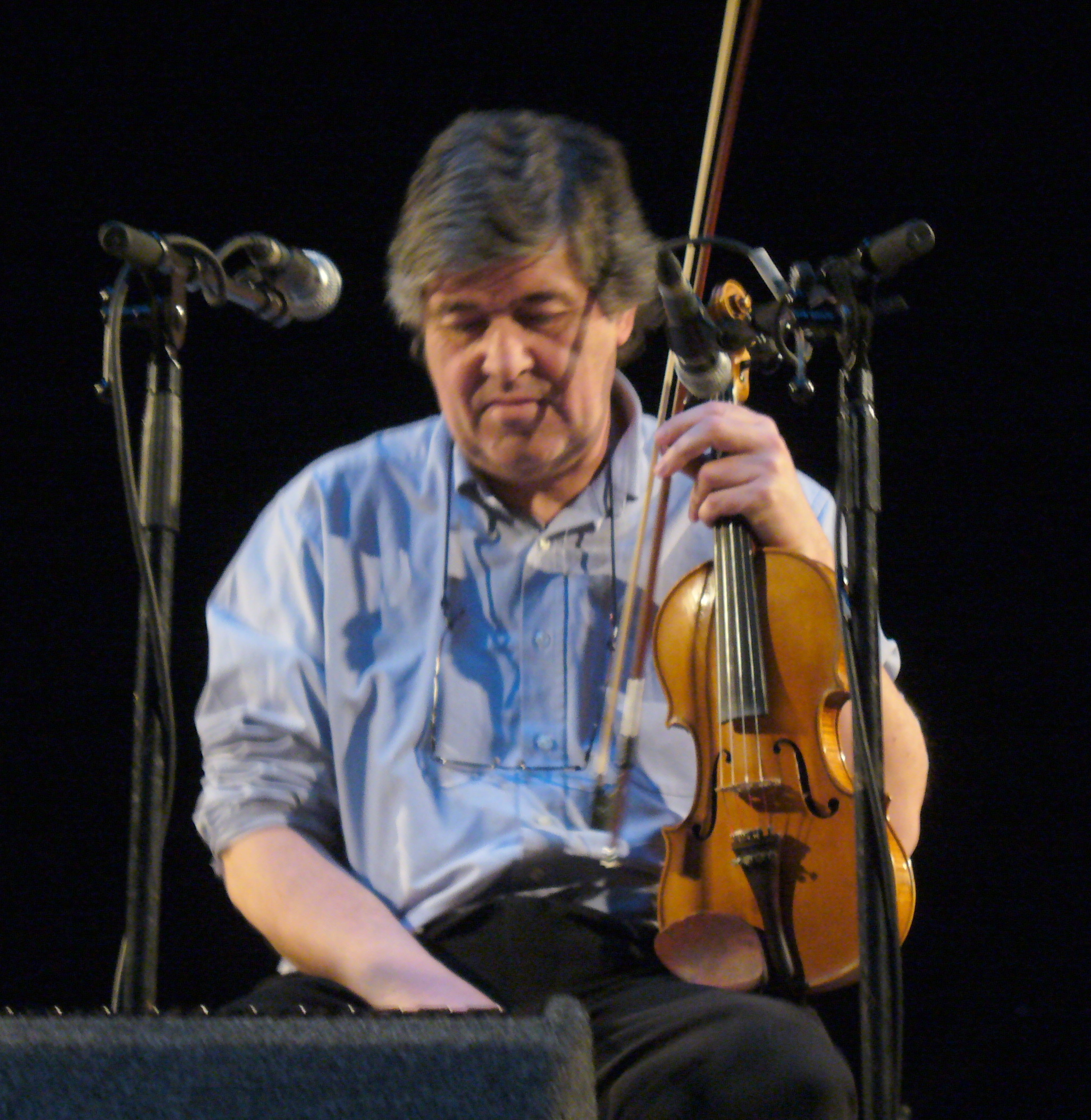
Paddy Glackin in 2011

Paddy Glackin (Dublin, 1954) is een Ierse folkmuzikant.

## Levensloop
Glackin speelt viool sinds zijn zesde jaar. Zijn vader, een politieagent in Dublin afkomstig uit Donegal, speelde ook viool. Na zijn schooltijd speelde hij als jongeman in een nieuwe folkband, Seachtar (later werd dit de bekende groep The Bothy Band), met Tony MacMahon, fluitist Matt Molloy, uilleann piper Paddy Keenan, broer en zuster Micheál Ó Dhomhnaill, Tríona Ní Dhomhnaill en Dónal Lunny. Glackin speelde anderhalf jaar met de band en vormde toen een duo met Tony MacMahon. Later toerde hij door Europa en de VS. Sinds 1997 vormt hij een duo met Micheál Ó Domhnaill.

## Discografie
- Paddy Glackin, (met zijn broers) (1977)
- Doublin, Paddy Glackin met Paddy Keenan (2000)
- Seidean Si, Paddy Glackin met Robbie Hannan (1999)
- In Full Spate, Paddy Glackin (1999)
- The Whirlwind, Paddy Glackin (1999)
- Reprise, Paddy Glackin, met Paddy Keenan (2003)
- Glackin, Paddy Glackin (2003)
- Let Down the Blade, John Regan en Paddy Glackin (2001)
- Poirt an Phiobaire met Arty McGlynn
- Straight from the Heart,  Paddy Glackin
- Athchuairt met Micheál Ó Domhnaill en Paddy Keenan

- Gemeinsame Normdatei: 129514640
- International Standard Name Identifier: 0000 0000 2605 5123
- Library of Congress Control Number: n85038293
- MusicBrainz: c08fb78d-e01e-4a82-9322-42f358f56d43
- Nationale Bibliotheek van Israël: 987007459907205171
- Système universitaire de documentation: 229634125
- Virtual International Authority File: 6013273